# Platja de Ballota
|  | Per a altres significats, vegeu «platja de Ballota (Llanes)». |

La platja de Ballota, coneguda també com a Río Cabo, perquè en ella desemboca el riu Cabo que serveix de límit natural dels concejos de Valdés i Cudillero, malgrat això, la platja es considera dins del límit del concejo de Cudillero, al concejo Principat d'Astúries. La platja presenta una forma allargada que serpenteja seguint el perfil abrupte dels penya-segats, per això, té una franja de sorra molt estreta, la qual cosa és un característica general de moltes de les platges de l'occident asturià. El jaç és mixt, podent-se observar tant palets com a sorres grisenques de gra gruixut.
La platja pertany al paisatge protegit de la costa occidental d'Astúries, i està catalogada, des del punt de vista mediambiental, com a paisatge protegit, ZEPA i LIC.